# Jacques Rouché
Jacques Rouché (ur. 16 listopada 1862 w Lunel, zm. 7 listopada 1957 w Paryżu) – francuski krytyk teatralny, pisarz, wydawca. Pełnił stanowisko dyrektora Opery Paryskiej i Opéra-Comique w latach 1914–1944.
Po odbyciu podróży po Włoszech, Niemczech i Rosji wydał w 1910 roku w Paryży pracę L’art théâtral moderne (pol. Nowoczesna sztuka teatru), poświęconą eksperymentom inscenizacyjnym. W publikacji Rouché omówił warsztat m.in. Konstantina Stanisławskiego, Wsiewołoda Meyerholda, Wiery Komissarżewskiej, Edwarda Gordona Craiga, Adolphe’a Appii, Fritza Erlera.
W 1910 roku założył zespół Théâtre des Arts (pol. Teatr Sztuk).
Współpracował z Jakiem Copeau. Za sprawą Rouchég Copeau założył w 1913 roku Théâtre du Vieux-Colombie (pol. Teatr Starego Gołębnika) oraz korzystał z jego doświadczeń w dziedzinie inscenizacji.